# Puerta de Terrer
La puerta de Terrer antiguamente denominada puerta de Matadores, es una puerta monumental de acceso a la ciudad de Calatayud en España. La finalización de su construcción es posterior al año 1580 y es uno de los monumentos más representativos de la ciudad. en la actualidad es sede del Centro de Estudios Bilbiliatanos.

## Descripción
Forma parte de la ampliación realizada en el Recinto fortificado de Calatayud en el siglo XVI y se trata de un ejemplo de arquitectura renacentista que data de la segunda mitad del siglo XVI,  y consta de dos torreones de planta cilíndrica unidos por un arco rebajado y adornada con los blasones de Calatayud y de los Austrias. En la actualidad alberga la sede del centro de estudios bilbilitanos. Junto a ella se encuentra la fuente de los ocho caños construida en la misma época. Hasta el año 1990, en que se inauguró la A-2 circunvalando la ciudad, la carretera N-II, pasaba justo delante de ella.

## Catalogación
Forma parte del B.I.C. denominado Recinto fortificado de Calatayud.